# Mercedes-Benz C111

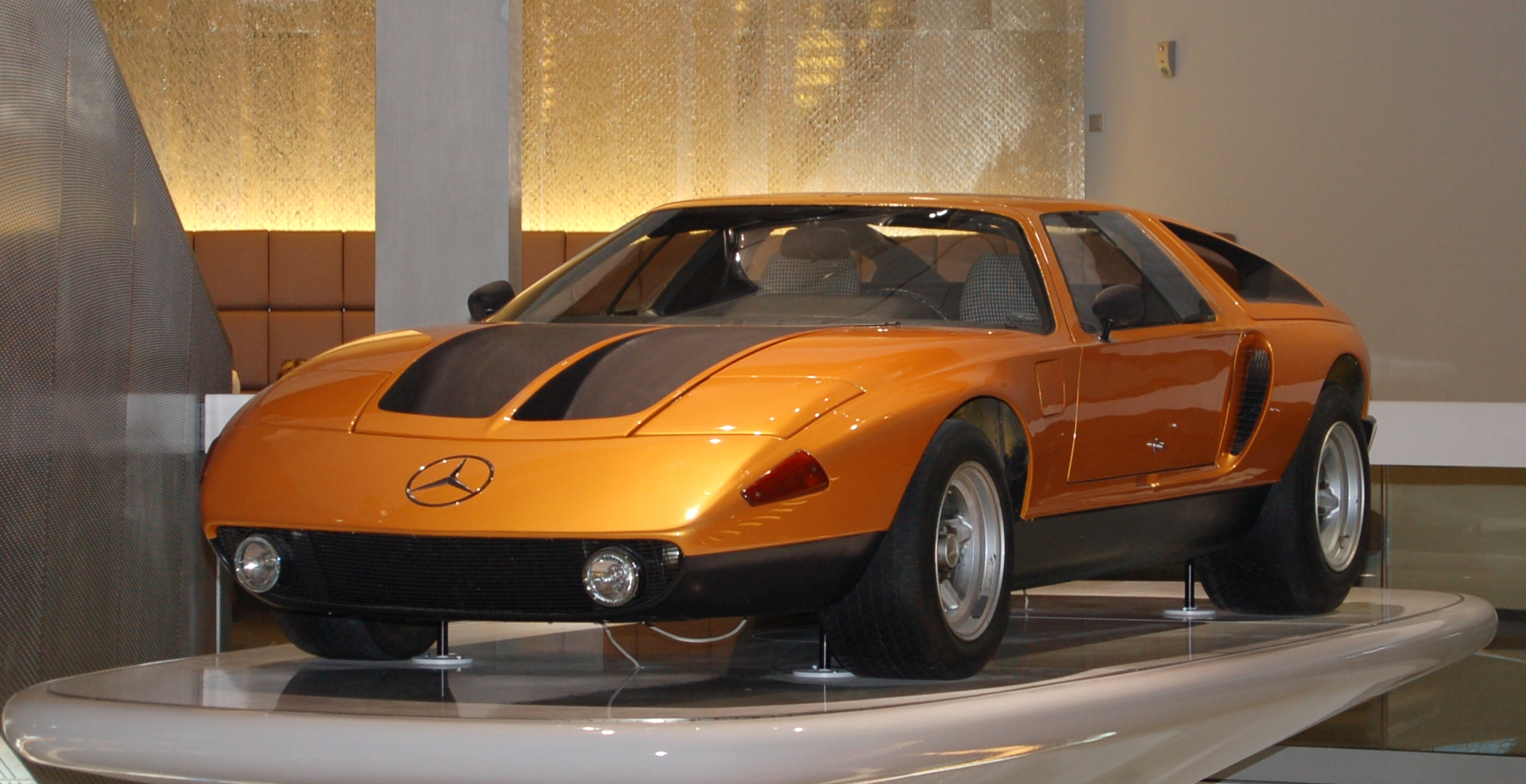
C 111 (type II)

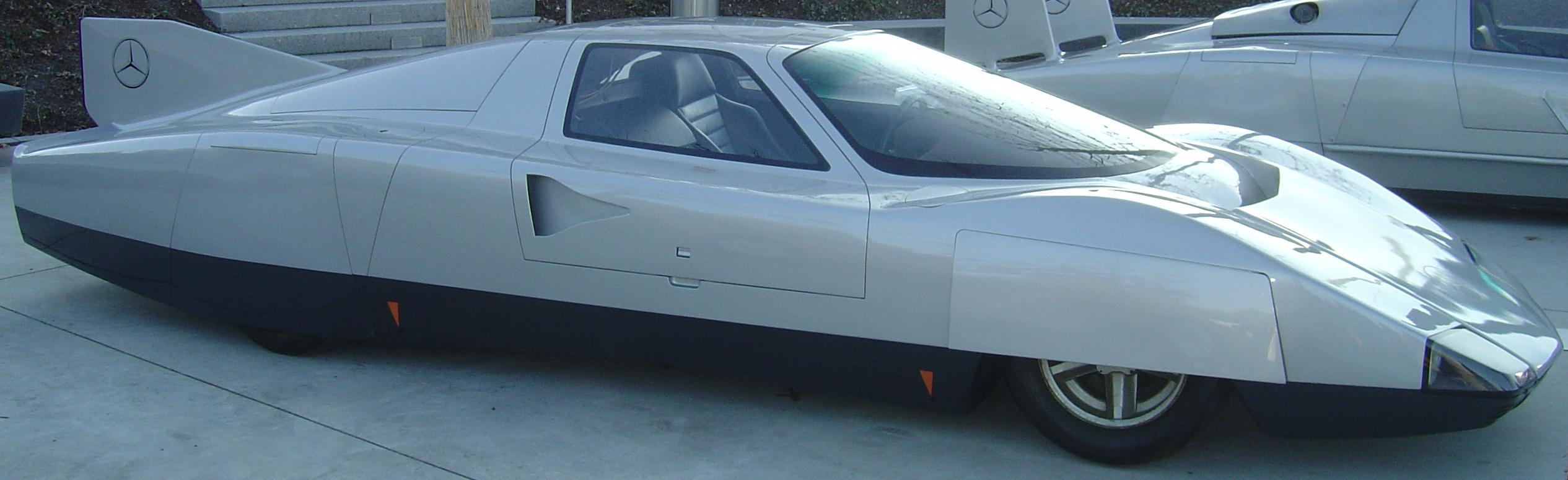
C 111 (type III)

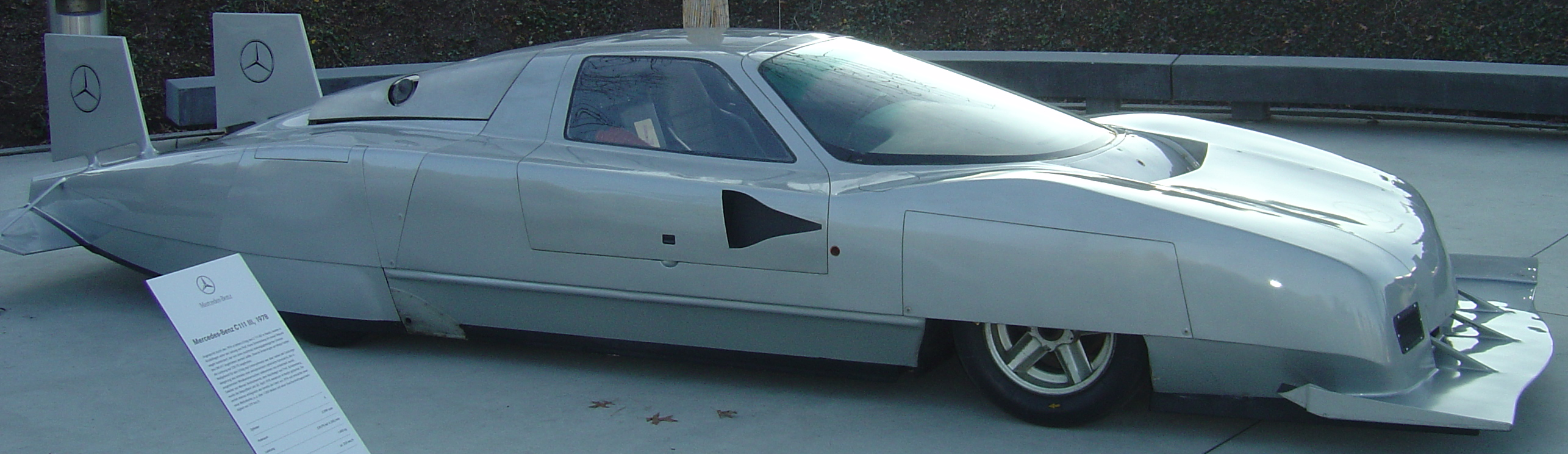
C 111 (type IV)

La Mercedes C 111 est une automobile  
expérimentale dessinée par l’italien Bruno Sacco, présentée en plusieurs modèles de 1969 à 1978. En 1991 la C 112 à portes papillon articulées sur le toit préfigure le modèle CLK GTR

## type I
Présentée en 1969, cette première version utilisait un moteur Wankel à trois pistons rotatifs.

## type II
Présentée en 1970.
Animé par un moteur à quatre pistons rotatifs pour une cylindrée de 2,4 l, alimentés par injection directe, le Wankel développe 350 chevaux à 7 000 tr/min, permettant d'atteindre 300 km/h en vitesse de pointe et de boucler le 0 à 100 km/h en 4,8 secondes.
En 1976, un moteur diesel cinq cylindres de 3 litres turbo développant à peu près 190 chevaux, permet de rouler à plus de 250 km/h de moyenne sur circuit ovale.
- Empattement/Longueur/Largeur/Hauteur (cm) : 262/444/180/112
- Poids : 1 240 kg d'après constructeur
- Transmission : propulsion, moteur central, boîte manuelle à 5 rapports.

## type III
Plus étroite que la type II, avec un moteur diesel de 230 chevaux, elle dépasse les 300 km/h.

## type IV
Dispose d’un V8 de 4,5 litres à essence développant 500 chevaux, elle atteint 403,978 km/h le 5 mai 1979 sur le Circuit de Nardò,.